# Révisions des lois relatives à la bioéthique en France
En France, la loi du 29 juillet 1994 sur le corps humain, le don et l'utilisation des éléments et produits du corps humain, dispose les bases du droit actuel en matière de bioéthique, en particulier le principe de la non-patrimonialité du corps humain.
Avec la loi du 6 août 2004 modifiant celle de 1994, le terme de « bioéthique » apparaît pour la première fois en droit positif français. Elle traite de deux thèmes majeurs : la question du clonage de l'embryon et des prélèvements d'organes. Les lois de 1994 et de 2004 avaient prévu une loi de révision obligatoire. 

## Loi du 7 juillet 2011 relative à la bioéthique

### Travaux préparatoires
La loi prévoyait une révision en 2009. Elle a été repoussée à 2010, et doit s'appuyer sur un rapport, qui contient 95 propositions (dont le maintien de l'interdiction de gestation pour autrui, de la recherche embryonnaire, sauf dérogation (limitée à 5 ans comme c'est déjà le cas)). Le rapport propose aussi de maintenir l'interdiction de transfert d'embryon post-mortem, sauf pour des femmes concernées par un projet parental engagé et interrompu par la mort du conjoint. Une notion de don croisé (échange anonyme d'organe compatible entre deux familles) est proposée. Les conditions de l'aide à la procréation pourraient être assouplies (il fallait 2 ans de vie commune pour les personnes pacsées et il devait s'agir d'un homme et d'une femme), avec priorité aux personnes ayant un problème médical. La trisomie 21 pourrait être systématiquement recherchée lors du diagnostic préimplantatoire comme le demandait le CCNE en octobre 2009. Ce rapport qui comprend un bilan de l'application des trois lois du 29 juillet 1994 et loi du 6 août 2004, définit les enjeux éthiques et juridiques posés par les évolutions scientifiques, pour éclairer les discussions préparatoires à la loi du 7 juillet 2011. Les grandes questions listées par le rapport au cours des auditions sont l'assistance médicale à la procréation, le diagnostic prénatal, les droits de la personne, les caractéristiques génétiques, le don et l'usage d'éléments et produits ou sous-produits du corps humain, la recherche sur l'embryon, les cellules souches, le clonage thérapeutique et des questions émergentes posées par les neurosciences et les nanobiotechnologies. 

### Principales dispositions
Les principales innovations de la loi du 7 juillet 2011 portent sur les points suivants  : 
- L'autorisation du don croisé d’organes intervenant en cas d’incompatibilité entre proches : deux personnes, candidates au don pour un proche mais incompatibles avec leur proche malade, s’échangent leur receveur respectif s’ils leur sont compatibles. Cette possibilité concernant essentiellement les greffes de rein permettrait d’en réaliser 100 ou 200 de plus chaque année[7].
- Une nouvelle définition des modalités et les critères permettant d’autoriser les techniques d’assistance médicale à la procréation et d’encadrer leur amélioration. La condition d'être « mariés ou en mesure d'apporter la preuve d'une vie commune d'au moins deux ans » est supprimée (article L2141-2 du code de la santé publique)[8]. Mais le recours à l'AMP pour les femmes homosexuelles est refusé, ainsi que la possibilité « d’accès à l’identité du donneur pour les personnes issues d’un don de gamètes » (maintien de l'article L1211-5 du code de la santé publique)[9].
- Le maintien de l'interdiction des recherches sur l’embryon et les cellules souches embryonnaires, mais avec des dérogations plus souples : celles-ci sont autorisées sans limitation de durée, alors qu'elles étaient limitées à 5 ans dans la loi de 2004, et la recherche doit simplement « permettre des progrès médicaux majeurs », et non plus « des progrès thérapeutiques majeurs » comme auparavant (article L2151-5 du code de la santé publique)[10]. En contrepartie, une clause de conscience est créée pour les chercheurs ou personnels de santé, au sens large, qui sont impliqués dans les recherches sur les embryons humains (article L2151-7-1 du code de la santé publique)[11].

Cette loi doit faire l’objet d’un nouvel examen d’ensemble par le Parlement dans un délai maximal de sept ans après son entrée en vigueur.,

## Loi du 2 août 2021 relative à la bioéthique

### Travaux préparatoires
En juin 2017, le Comité consultatif national d'éthique (CCNE) rend un avis « sur les demandes sociétales de recours à l'assistance médicale à la procréation (AMP) » dans lequel il renouvelle son attachement à l'interdiction de la gestation pour autrui et propose l'autorisation de l'insémination artificielle avec donneur à toutes les femmes.
Du 18 janvier au 30 avril 2018, le CCNE organise des États généraux de la bioéthique, préalable à la révision de la loi, à l'issue desquels il produit un rapport de synthèse en juillet 2018. Cette démarche de débat public aborde neuf thèmes dont deux sociétaux : la procréation et l’accompagnement de la fin de vie et entend répondre à la question « quel monde voulons-nous pour demain? ». Ce rapport ne constitue pas un avis du comité, mais collige les avis exprimés durant les auditions, réunions publiques et consultation d'un panel de citoyens.
Le 25 septembre 2018, le CCNE publie son avis en tant que « contribution à la révision de la loi de bioéthique 2018-2019 » qui propose notamment:
- d'autoriser la recherche sur les embryons surnuméraires (embryons préimplantatoires issus des procédures de FIV et dont les projets parentaux ont été abandonnés), y compris avec des modifications génétiques, à condition du non transfert de l’embryon ;
- de maintenir l’interdiction de la création d’embryons à des fins de recherche ;
- de distinguer les régimes juridiques de la recherche sur l’embryon et celle sur les lignées de cellules souches embryonnaires ;
- que le diagnostic génétique préconceptionnel puisse être proposé à toutes les personnes en âge de procréer qui le souhaitent après une consultation spécialisée ;
- d’examiner de façon plus approfondie les possibilités de l’extension du dépistage génétique à la population générale ;
- d'autoriser la recherche d’aneuploïdies, au cours des fécondations in vitro, pour les couples ayant recours au diagnostic préimplantatoire et certains couples infertiles ;
- d'élargir le dépistage néonatal aux déficits immunitaires héréditaires ;
- l’autorisation des examens génétiques sur un prélèvement de patient décédé ;
- la création d’un statut des conseillers génétiques ;
- la rédaction de consentements éclairés élargis pour les analyses génétiques ;
- la création d’un « statut » de donneur d'organes ;
- une évolution de la législation concernant les dons de reins croisés entre deux paires de donneurs pour autoriser la mise en place d’une chaîne de donneurs successifs ;
- de ne pas autoriser l’utilisation de l’IRM fonctionnelle dans le domaine judiciaire, dans les applications « sociétales » telles que le neuromarketing, dans le cadre de la sélection à l’embauche ou des pratiques assurantielles ;
- la création d'une plate-forme nationale sécurisée de collecte et de traitement des données de santé ;
- le droit à l'information préalable et à un consentement éclairé pour toute personne ayant recours à l’intelligence artificielle dans le cadre de son parcours de soins ;
- la création d’instruments de régulation de type « droit souple », applicables à la diffusion du numérique au sein du système de santé, avec un rôle de supervision dévolu à la Haute Autorité de santé ;
- l'inscription dans la loi du principe fondamental d’une garantie humaine du numérique en santé ;
- l’inscription d'une ambition « santé et environnement » dans le préambule de la loi relative à la bioéthique ;
- la modification de l’objet social des entreprises prenant en considération les enjeux sociaux et environnementaux de leurs activités ;
- la publication par chaque entreprise d'un « document éthique », état de l’intégration, dans la stratégie de l’entreprise et de son fonctionnement, des questions relatives à l’environnement et à la santé ;
- l’ouverture de l’assistance médicale à la procréation pour les couples de femmes et les femmes seules ;
- le maintien de l’interdiction de la gestation pour autrui ;
- de proposer l'autoconservation ovocytaire de précaution, à toutes les femmes qui le souhaitent, après avis médical ;
- de rendre possible la levée de l’anonymat des futurs donneurs de sperme, pour les enfants issus de ces dons ;
- l’ouverture de l’AMP en post mortem ;
- de ne pas modifier la loi existante sur la fin de vie ;
- la réduction du rythme de révision des lois relatives à la bioéthique de 7 à 5 ans.

Dans son discours de politique générale du 12 juin 2019, le Premier ministre Édouard Philippe annonce que le projet de loi bioéthique — qui comprend l'extension de la  PMA aux femmes célibataires et aux couples lesbiens dite « PMA pour toutes » — « est prêt » et qu'il sera présenté en Conseil des ministres en juillet 2019 pour être examiné « fin septembre » à l'Assemblée nationale. Il déclare notamment : « Sur certaines questions, comme l'accès aux origines, le régime de filiation en cas de PMA avec tiers donneur, plusieurs options étaient possibles, et le gouvernement a retenu celles qui lui semblaient les plus à même de permettre un débat apaisé ». Le projet de loi sur la bioéthique est présenté le 24 juillet 2019 en conseil des ministres, avant d'être débattu à l'Assemblée nationale à la mi-septembre.

### Deuxième lecture
Le 4 février 2020, par 153 voix contre 143, le Sénat adopte avec modifications le projet de loi relatif à la bioéthique. Le lendemain, ce projet de loi no 2658 est déposé devant l'assemblée nationale,,. Il est examiné en seconde lecture à partir du 27 juillet 2020. Dans la nuit du 4 février 2021, le Sénat adopte le projet de loi relatif à la bioéthique sans l'ouverture de la procréation médicale assistée aux femmes célibataires et aux femmes en couples lesbiens. Une commission mixte paritaire s'est tenue le 17 février 2021.

### Nouvelle lecture et lecture définitive
Dans la nuit du 9 juin 2021 au 10 juin 2021, l'Assemblée nationale adopte pour la troisième fois le projet de loi, rétablissant les principales mesures du texte retoquées par le Sénat en deuxième lecture. Après le rejet du texte par le Sénat le 24 juin, le projet de loi est alors adopté en lecture définitive par l'Assemblée nationale le 29 juin 2021. La loi est promulguée le 2 août après le rejet par le Conseil Constitutionnel des recours déposés par 80 députés de droite.